# Khvājeh
Khvājeh (persiska: خواجِه, خواجه, خَدژَ, خاجِه) är en ort i Iran.   Den ligger i provinsen Östazarbaijan, i den nordvästra delen av landet, 500 km nordväst om huvudstaden Teheran. Khvājeh ligger 1 492 meter över havet och antalet invånare är 3 700.
Terrängen runt Khvājeh är kuperad åt sydväst, men åt nordost är den platt. Khvājeh ligger nere i en dal.Runt Khvājeh är det ganska glesbefolkat, med 35 invånare per kvadratkilometer. Närmaste större samhälle är Bāsmenj, 19,6 km sydväst om Khvājeh. Trakten runt Khvājeh består i huvudsak av gräsmarker.